# ジャクリーヌ・ベルント
ジャクリーヌ・ベルント（Jaqueline Berndt, 1963年 - ）は、漫画研究者。京都精華大学マンガ学部教授。日本マンガ学会理事（2001年 - 2004年、2010年 -）。専門は美学・芸術学、メディア論。

## 経歴
1963年、ドイツ・ベルリン生まれ。ベルリン大学で日本学と美学・芸術学を専攻。1991年に博士号取得後来日、立命館大学産業社会学部と横浜国立大学教育人間科学部の専任教員を経て、2009年、京都精華大学マンガ学部共通理論系教員および国際マンガ研究副センター長に就任。マンガ研究科長をも勤める。手塚治虫文化賞の選考委員（2000年 - 2002年、2012年 -）。2017年よりストックホルム大学アジア・中東・トルコ学科教授。

## 著書

### 単著
- 『マンガの国ニッポンー日本の大衆文化・視覚文化の可能性』佐藤和夫・水野邦彦訳（花伝社、1994年）
- Phänomen Manga. Comic-Kultur in Japan (Berlin: edition q, 1995)

### 共著
- Mark MacWilliams, ed.: Japanese Visual Culture (Armonk, NY: M. E. Sharpe, 2007)
- 夏目房之介・竹内オサム編『マンガ学入門』（ミネルヴァ書房、2009年）
- 大城房美他編『マンガは越境する』（世界思想社、2010年）
- Japan Media Arts Festival Dortmund 2011, cat., ed. Stefan Riekeles for Hartware MedienKunstVerein Dortmund & Bunka-cho Tokyo, 2011
- Daniel Stein and Jan-Noël Thon, eds, From Comic Strips to Graphic Novels: Contributions to the Theory and History of Graphic *Narrative (Berlin: deGruyter, 2013)
- Gianluca Coci, ed., JapanPOP: parole, immagini, suoni dal Giappone contemporaneo (Roma: Aracne editrice, 2013)

### 編著
- 『マン美研 マンガの美／学的な次元への接近』（醍醐書房、2002年）
- 『世界のコミックスとコミックスの世界/Comics Worlds and the World of Comics/Global Manga Studies, vol. 1』（和英2巻）京都国際マンガ研究センター、2010年 http://imrc.jp/lecture/2009/12/comics-in-the-world.html
- 『美術フォーラム21』、24号、特集「漫画とマンガ、そして芸術」（醍醐書房、2011年11月）
- 『日マン独 2011年の日独交流150周年を記念するマンガ／コミック／ブログ』ディルク・シュヴィーガー、松岡和佳、クリスティーナ・プラカ作（和独、東京ドイツ文化センター発行、2011年）
- Intercultural Crossovers, Transcultural Flows: Manga/Comics (Global Manga Studies, vol. 2) (Kyoto Seika University International Manga Research Center, 2011) http://imrc.jp/lecture/2010/11/2.html
- Manhwa, Manga, Manhua: East Asian Comics Studies (Leipzig University Press, 2012)

### 共編著
- (Steffi Richter) Reading Manga: Local and Global Perceptions of Japanese Comics (Leipzig University Press, 2006)
- （山中千恵、任蕙貞）『日韓漫画研究論集』国際マンガ研究、3巻（京都国際マンガ研究センター、2013年）
- (Bettina Kümmerling-Meibauer) Manga's Cultural Crossroads (London: Routledge 2013)